# Gelekoortsmug
De gelekoortsmug of denguemug (Aedes aegypti, synoniem: Stegomyia aegypti) is een tweevleugelig insect uit de familie van de steekmuggen (Culicidae). De soort komt voor in de tropen en subtropen en is een overbrenger van onder andere gele koorts, dengue, Riftdalkoorts, het Chikungunya-virus en het zikavirus.

## Kenmerken

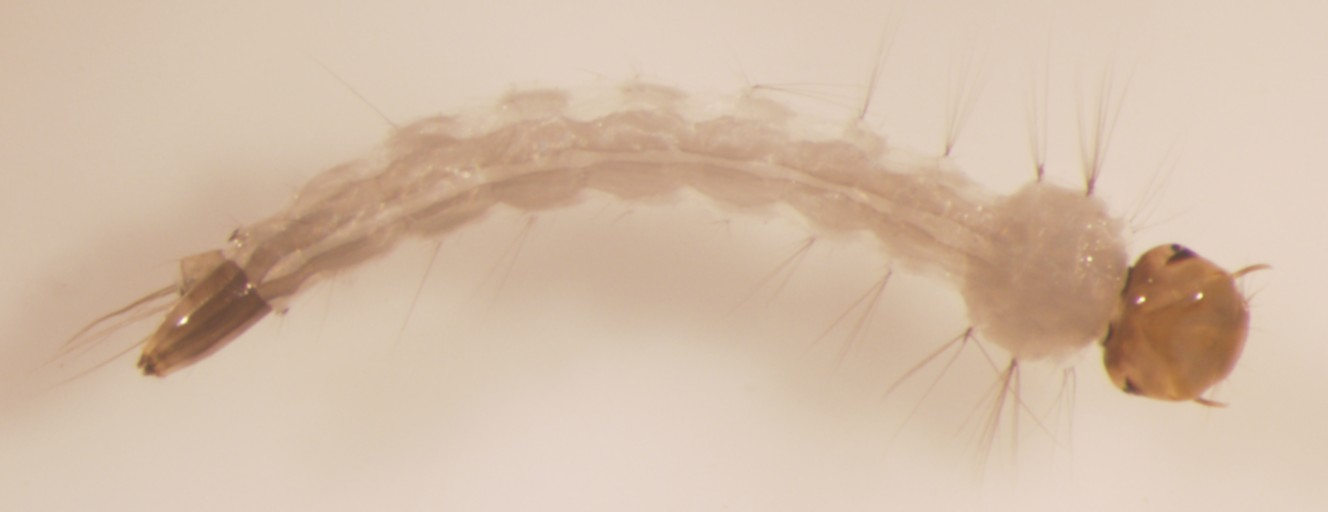
Larve

De gelekoortsmug is 3 tot 4 millimeter groot en donkerkleurig met witte strepen op de poten en een witte tekening op het halsschild (scutum). De zuigsnuit is zwart. Alleen het vrouwtje steekt na de bevruchting en zuigt bloed van zoogdieren en vogels. Het bloed is nodig als eiwitvoorziening voor de eiontwikkeling. Het vrouwtje kan gedurende de hele dag steken, maar heeft een voorkeur voor steken tijdens de avondschemering.

## Levenswijze
De eitjes worden afgezet in stilstaand water. Het vrouwtje wordt aangetrokken door signaalstoffen afkomstig van in het water levende microben, zoals nonaanzuur, myristinezuur, 2-nonanol met de methylesters. De larve ontwikkelt zich in het water, waarin ze viermaal vervelt en zich ten slotte verpopt. De pop is beweeglijk, zit in het water en komt na ongeveer twee dagen uit.

## Verspreiding
De gelekoortsmug komt oorspronkelijk uit Afrika, maar komt ook voor in andere tropische gebieden. Ze is onder andere in Australië door mensen ingevoerd. Vroeger kwam de mug met zeilschepen ook in Europa  terecht. De soort kan hier niet overleven omdat de eitjes niet bestand zijn tegen winters in een gematigd klimaat. Alleen in Portugal, Georgie, Turkije, Italië en in de Balkanlanden hebben ze zich wel kunnen vestigen.

## Ziekteverspreider
De gelekoortsmug staat bekend om het verspreiden van gele koorts, dengue, het zikavirus en het Chikungunya-virus.